# Heilig Hartkerk (Kalmthout)

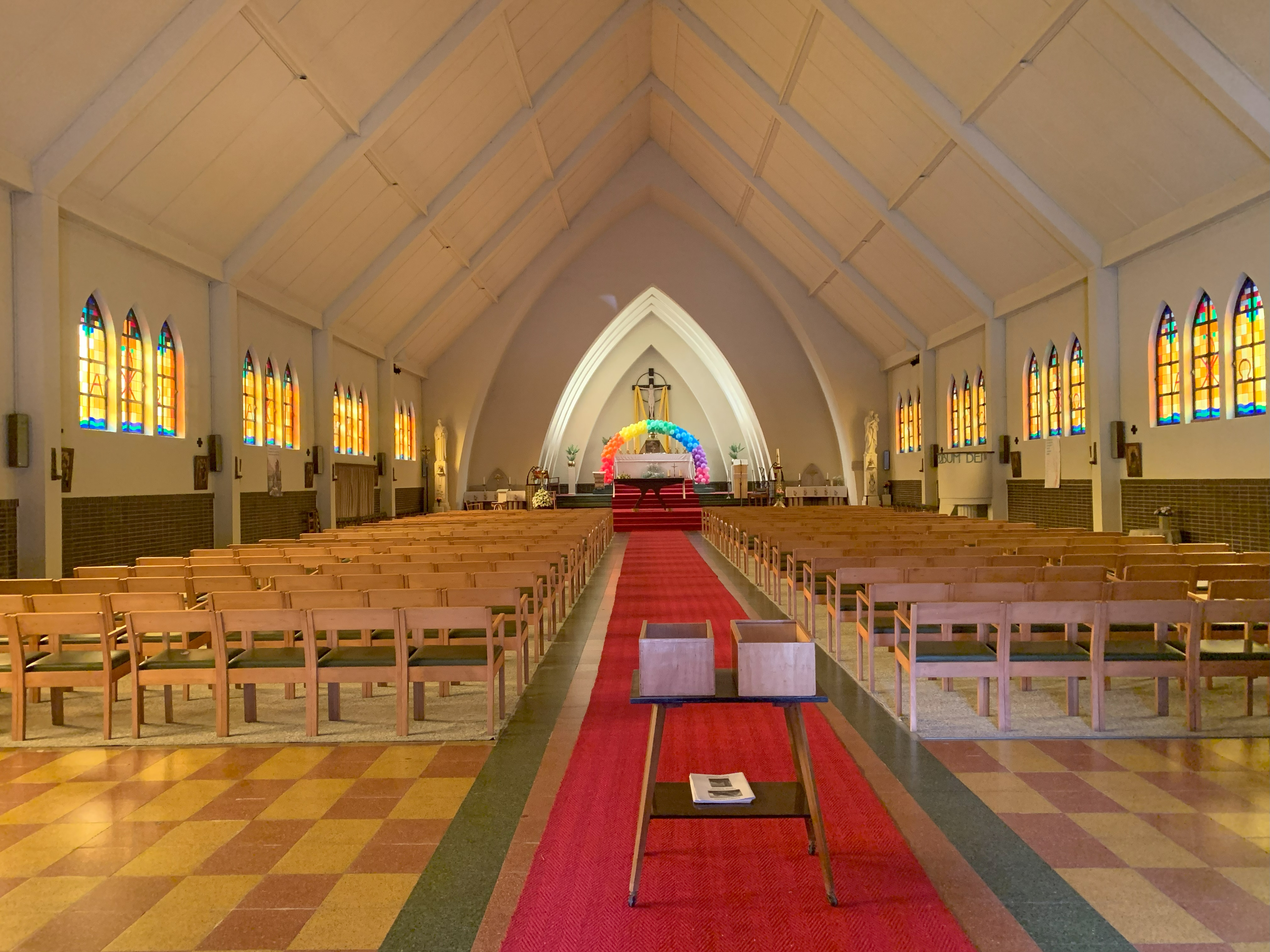
Interieur.

De Heilig Hartkerk is een parochiekerk in de Antwerpse plaats Kalmthout, gelegen aan Heuvel 16.
Het betreft een bakstenen kerk van 1938-1939 in de stijl van de moderne gotiek, naar ontwerp van Frans Peeters.
De eenbeukige kerk is naar het noordwesten georiënteerd en hij heeft een lage toren boven het koor, als bij de christocentrische kerken.
In 1954 werd aan de noordzijde van de kerk de Mariadreef aangelegd met 15 kapelletjes welke de geheimen van de rozenkrans verbeelden.